# Burgstall Etzenricht
Der Burgstall Etzenricht ist eine abgegangene mittelalterliche Höhenburg auf einem Hügel am Ostrand des Altortes Etzenricht in der gleichnamigen Gemeinde im oberpfälzischen Landkreis Neustadt an der Waldnaab in Bayern. An Stelle der Burg steht heute die evangelisch-lutherische Kirche St. Nikolaus. Über diese Burg sind keine geschichtlichen oder archäologischen Informationen bekannt, sie wird grob als mittelalterlich datiert. Überdauert hat von der kleinen Burg nur ein Ringgraben mit vorgelegtem Wall. Die Stelle ist als Bodendenkmal Nummer D-3-6338-0001 „mittelalterlicher Burgstall mit der Evang.-Luth. Kirche St. Nikolaus in Etzenricht“ geschützt.

## Beschreibung

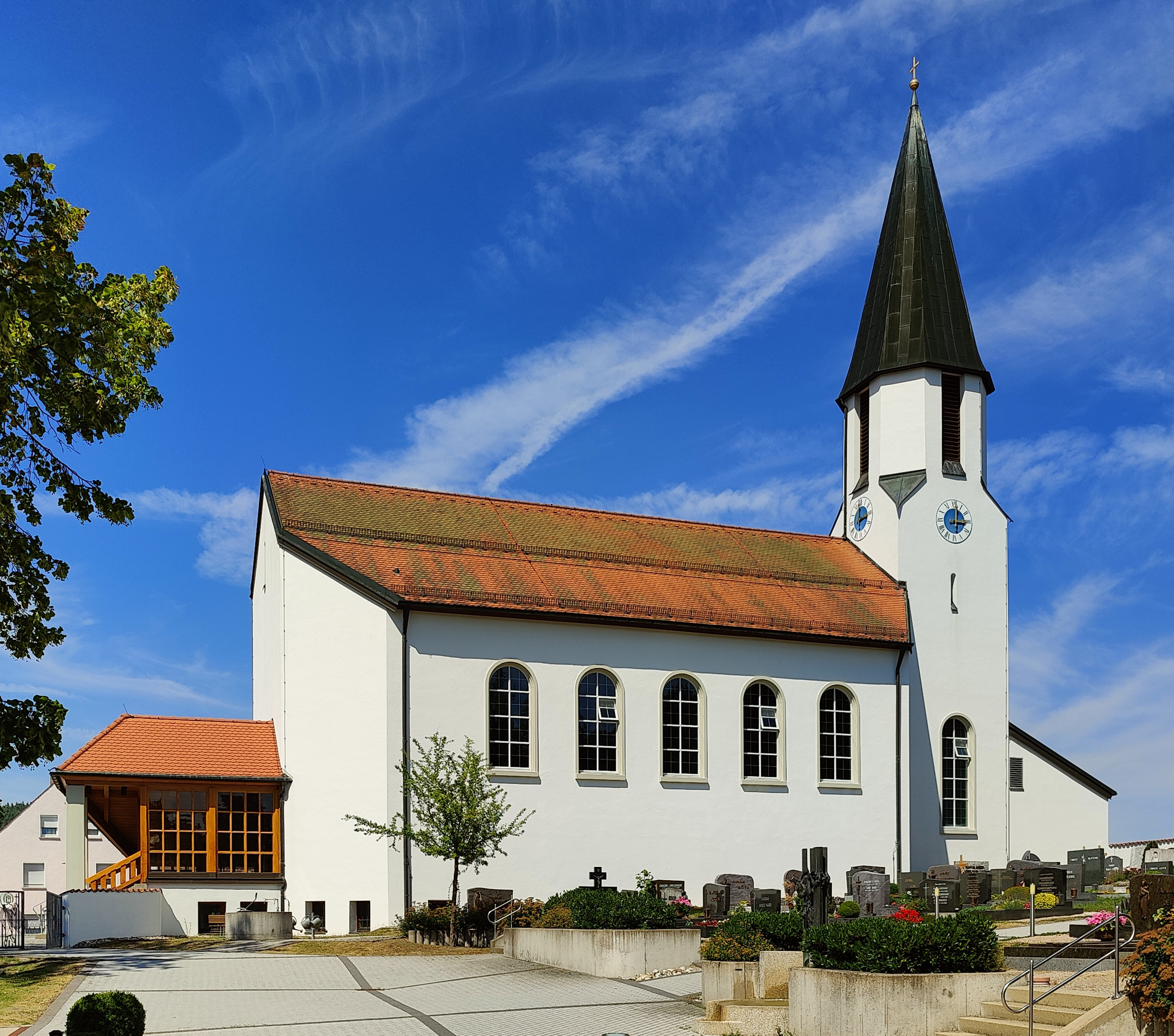
Pfarrkirche St. Nikolaus in Etzenricht (2022)

Die Burgstelle befindet sich in rund 430 m ü. NHN Höhe auf einem kegelförmigen und etwa 25 Meter hohen Hügel, der sich auf der Randhöhe über dem breiten Tal der Haidenaab erhebt. Auf diesem Hügel, und damit an der Stelle der früheren Burg, steht heute die evangelisch-lutherische Kirche St. Nikolaus mit einer Ringmauer. Sie wurde bereits während des 14. Jahrhunderts errichtet. Der Burghügel selbst ist von natürlicher Entstehung, aber zeigt Spuren künstlicher Aufschüttungen und Planierungen. Das runde Plateau auf dem Hügel, die frühere Burgfläche, hat einen Durchmesser von 40 Meter. Drei Meter unterhalb des Plateaurandes umzieht ein sieben Meter breiter Ringgraben den Burghügel. Zusätzlich war diesem Graben noch ein ebenfalls sieben Meter breiter Ringwall vorgelegt. Die Sprunghöhe, also die Höhendifferenz zwischen der Wallkrone und der Grabensohle, beträgt noch 1,8 Meter. An der Außenseite des Walles sind noch die Reste einer Terrasse vorhanden.
An der Nordwestseite des Burghügels, an der die Straße Am Kirchplatz ins Dorf führt, ist der Graben heute verfüllt, ansonsten sind der Ringgraben sowie der Ringwall gut erhalten.